# The Blunders of Mr. Butterbun: Trips and Tribunals
The Blunders of Mr. Butterbun: Trips and Tribunals è un cortometraggio muto del 1918 diretto da Fred Rains.
Fu la seconda uscita dei corti della serie Kinakature Comedies.

## Produzione
Il film fu prodotto dalla Hagen & Double

## Distribuzione
Distribuito dalla Hagen & Double, il film - un cortometraggio in due bobine - uscì nelle sale cinematografiche britanniche nel maggio 1918.